# 시소 (가수)
시소(2000년 9월 4일 ~ )는 대한민국의 가수다. 2020년 싱글 '새벽'으로 데뷔했다.

## 방송
- 언더커버 (2025)

## 공연
- SONGMATE 5 콘서트 April Blossom 달리X시소X임지안 (2023)
- DAY OFF : 연우&시소 콘서트 (2023)
- 민트페스타 vol. 72 SENSIBILITY (2024)
- 2024 시소 단독 콘서트 <HOME PARTY> (2024)
- 톤앤뮤직 페스티벌 2024 (2024)
- Another Nice Day #43 - 김결, siso(시소), 윤토벤 (2024)
- 오왠의 '어떤 이야기를 들려드릴까요?' Ep.6 시소, 정예원 (2024)
- 먼데이프로젝트 시즌7 My Universe [시소 (siso) 단독 콘서트] (2024)
- 그랜드 민트 페스티벌 2024 (2024)
- 시소 단독공연 [Vintage Negatives] (2024)
- 유스웨더나잇 페스티벌 (2025)